# Список астероїдів (27601—27700)
| Назва                           | Тимчасове позначення | Дата відкриття   | Місце відкриття                      | Відкривач                                              |
| ------------------------------- | -------------------- | ---------------- | ------------------------------------ | ------------------------------------------------------ |
| (27601) 2001 FC29               | 2001 FC29            | 19 березня 2001  | Сокорро (Нью-Мексико)                | LINEAR                                                 |
| 27602 Chaselewis                | 2001 FA34            | 18 березня 2001  | Сокорро (Нью-Мексико)                | LINEAR                                                 |
| (27603) 2001 FL162              | 2001 FL162           | 30 березня 2001  | Обсерваторія Галеакала               | NEAT                                                   |
| (27604) 2001 FY174              | 2001 FY174           | 19 березня 2001  | Станція Андерсон-Меса                | LONEOS                                                 |
| (27605) 2001 HN9                | 2001 HN9             | 16 квітня 2001   | Сокорро (Нью-Мексико)                | LINEAR                                                 |
| 27606 Davidli                   | 2001 KW              | 17 травня 2001   | Сокорро (Нью-Мексико)                | LINEAR                                                 |
| (27607) 2001 KN1                | 2001 KN1             | 17 травня 2001   | Сокорро (Нью-Мексико)                | LINEAR                                                 |
| (27608) 2001 KZ11               | 2001 KZ11            | 18 травня 2001   | Сокорро (Нью-Мексико)                | LINEAR                                                 |
| (27609) 2001 KO13               | 2001 KO13            | 18 травня 2001   | Сокорро (Нью-Мексико)                | LINEAR                                                 |
| 27610 Shixuanli                 | 2001 KB16            | 18 травня 2001   | Сокорро (Нью-Мексико)                | LINEAR                                                 |
| (27611) 2001 KB17               | 2001 KB17            | 18 травня 2001   | Сокорро (Нью-Мексико)                | LINEAR                                                 |
| (27612) 2001 KG25               | 2001 KG25            | 17 травня 2001   | Сокорро (Нью-Мексико)                | LINEAR                                                 |
| 27613 Annalou                   | 2001 KV28            | 21 травня 2001   | Сокорро (Нью-Мексико)                | LINEAR                                                 |
| (27614) 2001 KN33               | 2001 KN33            | 18 травня 2001   | Сокорро (Нью-Мексико)                | LINEAR                                                 |
| 27615 Daniellu                  | 2001 KX38            | 22 травня 2001   | Сокорро (Нью-Мексико)                | LINEAR                                                 |
| (27616) 2001 KY42               | 2001 KY42            | 22 травня 2001   | Сокорро (Нью-Мексико)                | LINEAR                                                 |
| (27617) 2001 KX44               | 2001 KX44            | 22 травня 2001   | Сокорро (Нью-Мексико)                | LINEAR                                                 |
| 27618 Ceilierin                 | 2001 KL55            | 22 травня 2001   | Сокорро (Нью-Мексико)                | LINEAR                                                 |
| 27619 Ethanmessier              | 2001 KS57            | 25 травня 2001   | Сокорро (Нью-Мексико)                | LINEAR                                                 |
| (27620) 2001 KO61               | 2001 KO61            | 18 травня 2001   | Станція Андерсон-Меса                | LONEOS                                                 |
| (27621) 2001 KF67               | 2001 KF67            | 26 травня 2001   | Паломарська обсерваторія             | NEAT                                                   |
| (27622) 2001 KS71               | 2001 KS71            | 24 травня 2001   | Станція Андерсон-Меса                | LONEOS                                                 |
| (27623) 2001 LE                 | 2001 LE              | 3 червня 2001    | Обсерваторія Галеакала               | NEAT                                                   |
| (27624) 2001 MD3                | 2001 MD3             | 19 червня 2001   | Паломарська обсерваторія             | NEAT                                                   |
| (27625) 2001 MX3                | 2001 MX3             | 16 червня 2001   | Сокорро (Нью-Мексико)                | LINEAR                                                 |
| (27626) 2001 NA                 | 2001 NA              | 1 липня 2001     | Обсерваторія Ріді-Крик               | Джон Бротон                                            |
| (27627) 2038 P-L                | 2038 P-L             | 24 вересня 1960  | Паломарська обсерваторія             | К. Й. ван Гаутен, І. ван Гаутен-Ґроневельд, Т. Герельс |
| (27628) 2041 P-L                | 2041 P-L             | 24 вересня 1960  | Паломарська обсерваторія             | К. Й. ван Гаутен, І. ван Гаутен-Ґроневельд, Т. Герельс |
| (27629) 2054 P-L                | 2054 P-L             | 26 вересня 1960  | Паломарська обсерваторія             | К. Й. ван Гаутен, І. ван Гаутен-Ґроневельд, Т. Герельс |
| (27630) 2228 P-L                | 2228 P-L             | 17 жовтня 1960   | Паломарська обсерваторія             | К. Й. ван Гаутен, І. ван Гаутен-Ґроневельд, Т. Герельс |
| (27631) 3106 P-L                | 3106 P-L             | 24 вересня 1960  | Паломарська обсерваторія             | К. Й. ван Гаутен, І. ван Гаутен-Ґроневельд, Т. Герельс |
| (27632) 3539 P-L                | 3539 P-L             | 17 жовтня 1960   | Паломарська обсерваторія             | К. Й. ван Гаутен, І. ван Гаутен-Ґроневельд, Т. Герельс |
| (27633) 4005 P-L                | 4005 P-L             | 24 вересня 1960  | Паломарська обсерваторія             | К. Й. ван Гаутен, І. ван Гаутен-Ґроневельд, Т. Герельс |
| (27634) 4200 P-L                | 4200 P-L             | 24 вересня 1960  | Паломарська обсерваторія             | К. Й. ван Гаутен, І. ван Гаутен-Ґроневельд, Т. Герельс |
| (27635) 4528 P-L                | 4528 P-L             | 24 вересня 1960  | Паломарська обсерваторія             | К. Й. ван Гаутен, І. ван Гаутен-Ґроневельд, Т. Герельс |
| (27636) 4778 P-L                | 4778 P-L             | 24 вересня 1960  | Паломарська обсерваторія             | К. Й. ван Гаутен, І. ван Гаутен-Ґроневельд, Т. Герельс |
| (27637) 2070 T-1                | 2070 T-1             | 25 березня 1971  | Паломарська обсерваторія             | К. Й. ван Гаутен, І. ван Гаутен-Ґроневельд, Т. Герельс |
| (27638) 2287 T-1                | 2287 T-1             | 25 березня 1971  | Паломарська обсерваторія             | К. Й. ван Гаутен, І. ван Гаутен-Ґроневельд, Т. Герельс |
| (27639) 3156 T-1                | 3156 T-1             | 26 березня 1971  | Паломарська обсерваторія             | К. Й. ван Гаутен, І. ван Гаутен-Ґроневельд, Т. Герельс |
| (27640) 3273 T-1                | 3273 T-1             | 26 березня 1971  | Паломарська обсерваторія             | К. Й. ван Гаутен, І. ван Гаутен-Ґроневельд, Т. Герельс |
| (27641) 4131 T-1                | 4131 T-1             | 26 березня 1971  | Паломарська обсерваторія             | К. Й. ван Гаутен, І. ван Гаутен-Ґроневельд, Т. Герельс |
| (27642) 4281 T-1                | 4281 T-1             | 26 березня 1971  | Паломарська обсерваторія             | К. Й. ван Гаутен, І. ван Гаутен-Ґроневельд, Т. Герельс |
| (27643) 1093 T-2                | 1093 T-2             | 29 вересня 1973  | Паломарська обсерваторія             | К. Й. ван Гаутен, І. ван Гаутен-Ґроневельд, Т. Герельс |
| (27644) 1343 T-2                | 1343 T-2             | 29 вересня 1973  | Паломарська обсерваторія             | К. Й. ван Гаутен, І. ван Гаутен-Ґроневельд, Т. Герельс |
| (27645) 2074 T-2                | 2074 T-2             | 29 вересня 1973  | Паломарська обсерваторія             | К. Й. ван Гаутен, І. ван Гаутен-Ґроневельд, Т. Герельс |
| (27646) 2266 T-2                | 2266 T-2             | 29 вересня 1973  | Паломарська обсерваторія             | К. Й. ван Гаутен, І. ван Гаутен-Ґроневельд, Т. Герельс |
| (27647) 2312 T-2                | 2312 T-2             | 29 вересня 1973  | Паломарська обсерваторія             | К. Й. ван Гаутен, І. ван Гаутен-Ґроневельд, Т. Герельс |
| (27648) 3222 T-2                | 3222 T-2             | 30 вересня 1973  | Паломарська обсерваторія             | К. Й. ван Гаутен, І. ван Гаутен-Ґроневельд, Т. Герельс |
| (27649) 3327 T-2                | 3327 T-2             | 25 вересня 1973  | Паломарська обсерваторія             | К. Й. ван Гаутен, І. ван Гаутен-Ґроневельд, Т. Герельс |
| (27650) 5137 T-2                | 5137 T-2             | 25 вересня 1973  | Паломарська обсерваторія             | К. Й. ван Гаутен, І. ван Гаутен-Ґроневельд, Т. Герельс |
| (27651) 2025 T-3                | 2025 T-3             | 16 жовтня 1977   | Паломарська обсерваторія             | К. Й. ван Гаутен, І. ван Гаутен-Ґроневельд, Т. Герельс |
| (27652) 2462 T-3                | 2462 T-3             | 16 жовтня 1977   | Паломарська обсерваторія             | К. Й. ван Гаутен, І. ван Гаутен-Ґроневельд, Т. Герельс |
| (27653) 4208 T-3                | 4208 T-3             | 16 жовтня 1977   | Паломарська обсерваторія             | К. Й. ван Гаутен, І. ван Гаутен-Ґроневельд, Т. Герельс |
| (27654) 5739 T-3                | 5739 T-3             | 16 жовтня 1977   | Паломарська обсерваторія             | К. Й. ван Гаутен, І. ван Гаутен-Ґроневельд, Т. Герельс |
| (27655) 1968 OK                 | 1968 OK              | 18 липня 1968    | Астрономічна станція Серро Ель Робле | Карлос Торрес, С. Кофре                                |
| (27656) 1974 OU1                | 1974 OU1             | 26 липня 1974    | Астрономічний комплекс Ель-Леонсіто  | М. Сеско                                               |
| 27657 Berkhey                   | 1974 PC              | 12 серпня 1974   | Паломарська обсерваторія             | Т. Герельс                                             |
| 27658 Dmitrijbagalej            | 1978 RV              | 1 вересня 1978   | КрАО                                 | Черних Микола Степанович                               |
| (27659) 1978 SO7                | 1978 SO7             | 26 вересня 1978  | КрАО                                 | Журавльова Людмила Василівна                           |
| 27660 Вотервейюні (Waterwayuni) | 1978 TR7             | 2 жовтня 1978    | КрАО                                 | Журавльова Людмила Василівна                           |
| (27661) 1978 UK6                | 1978 UK6             | 27 жовтня 1978   | Паломарська обсерваторія             | Мішель Олмстід                                         |
| (27662) 1978 UK7                | 1978 UK7             | 27 жовтня 1978   | Паломарська обсерваторія             | Мішель Олмстід                                         |
| (27663) 1978 VP4                | 1978 VP4             | 7 листопада 1978 | Паломарська обсерваторія             | Е. Гелін, Ш. Дж. Бас                                   |
| (27664) 1978 VX5                | 1978 VX5             | 6 листопада 1978 | Паломарська обсерваторія             | Е. Гелін, Ш. Дж. Бас                                   |
| (27665) 1978 VZ5                | 1978 VZ5             | 7 листопада 1978 | Паломарська обсерваторія             | Е. Гелін, Ш. Дж. Бас                                   |
| (27666) 1978 VU6                | 1978 VU6             | 7 листопада 1978 | Паломарська обсерваторія             | Е. Гелін, Ш. Дж. Бас                                   |
| (27667) 1979 KJ                 | 1979 KJ              | 19 травня 1979   | Обсерваторія Ла-Сілья                | Річард Вест                                            |
| (27668) 1979 ME4                | 1979 ME4             | 25 червня 1979   | Обсерваторія Сайдинг-Спрінг          | Е. Гелін, Ш. Дж. Бас                                   |
| (27669) 1979 MQ4                | 1979 MQ4             | 25 червня 1979   | Обсерваторія Сайдинг-Спрінг          | Е. Гелін, Ш. Дж. Бас                                   |
| (27670) 1979 MY6                | 1979 MY6             | 25 червня 1979   | Обсерваторія Сайдинг-Спрінг          | Е. Гелін, Ш. Дж. Бас                                   |
| (27671) 1979 MG7                | 1979 MG7             | 25 червня 1979   | Обсерваторія Сайдинг-Спрінг          | Е. Гелін, Ш. Дж. Бас                                   |
| (27672) 1980 FA1                | 1980 FA1             | 16 березня 1980  | Обсерваторія Ла-Сілья                | Клаес-Інґвар Лаґерквіст                                |
| (27673) 1980 UN1                | 1980 UN1             | 31 жовтня 1980   | Паломарська обсерваторія             | Ш. Дж. Бас                                             |
| (27674) 1980 UR1                | 1980 UR1             | 31 жовтня 1980   | Паломарська обсерваторія             | Ш. Дж. Бас                                             |
| (27675) 1981 CH                 | 1981 CH              | 2 лютого 1981    | Обсерваторія Клеть                   | Ладіслав Брожек                                        |
| (27676) 1981 DH3                | 1981 DH3             | 28 лютого 1981   | Обсерваторія Сайдинг-Спрінг          | Ш. Дж. Бас                                             |
| (27677) 1981 EV3                | 1981 EV3             | 2 березня 1981   | Обсерваторія Сайдинг-Спрінг          | Ш. Дж. Бас                                             |
| (27678) 1981 EX3                | 1981 EX3             | 2 березня 1981   | Обсерваторія Сайдинг-Спрінг          | Ш. Дж. Бас                                             |
| (27679) 1981 EA5                | 1981 EA5             | 2 березня 1981   | Обсерваторія Сайдинг-Спрінг          | Ш. Дж. Бас                                             |
| (27680) 1981 EQ8                | 1981 EQ8             | 1 березня 1981   | Обсерваторія Сайдинг-Спрінг          | Ш. Дж. Бас                                             |
| (27681) 1981 EG10               | 1981 EG10            | 1 березня 1981   | Обсерваторія Сайдинг-Спрінг          | Ш. Дж. Бас                                             |
| (27682) 1981 EC17               | 1981 EC17            | 6 березня 1981   | Обсерваторія Сайдинг-Спрінг          | Ш. Дж. Бас                                             |
| (27683) 1981 ED20               | 1981 ED20            | 2 березня 1981   | Обсерваторія Сайдинг-Спрінг          | Ш. Дж. Бас                                             |
| (27684) 1981 EX20               | 1981 EX20            | 2 березня 1981   | Обсерваторія Сайдинг-Спрінг          | Ш. Дж. Бас                                             |
| (27685) 1981 EE21               | 1981 EE21            | 2 березня 1981   | Обсерваторія Сайдинг-Спрінг          | Ш. Дж. Бас                                             |
| (27686) 1981 ES21               | 1981 ES21            | 2 березня 1981   | Обсерваторія Сайдинг-Спрінг          | Ш. Дж. Бас                                             |
| (27687) 1981 EM23               | 1981 EM23            | 3 березня 1981   | Обсерваторія Сайдинг-Спрінг          | Ш. Дж. Бас                                             |
| (27688) 1981 EX23               | 1981 EX23            | 7 березня 1981   | Обсерваторія Сайдинг-Спрінг          | Ш. Дж. Бас                                             |
| (27689) 1981 EU25               | 1981 EU25            | 2 березня 1981   | Обсерваторія Сайдинг-Спрінг          | Ш. Дж. Бас                                             |
| (27690) 1981 EL27               | 1981 EL27            | 2 березня 1981   | Обсерваторія Сайдинг-Спрінг          | Ш. Дж. Бас                                             |
| (27691) 1981 EA29               | 1981 EA29            | 1 березня 1981   | Обсерваторія Сайдинг-Спрінг          | Ш. Дж. Бас                                             |
| (27692) 1981 EC34               | 1981 EC34            | 1 березня 1981   | Обсерваторія Сайдинг-Спрінг          | Ш. Дж. Бас                                             |
| (27693) 1981 EG34               | 1981 EG34            | 1 березня 1981   | Обсерваторія Сайдинг-Спрінг          | Ш. Дж. Бас                                             |
| (27694) 1981 EX34               | 1981 EX34            | 2 березня 1981   | Обсерваторія Сайдинг-Спрінг          | Ш. Дж. Бас                                             |
| (27695) 1981 EW36               | 1981 EW36            | 7 березня 1981   | Обсерваторія Сайдинг-Спрінг          | Ш. Дж. Бас                                             |
| (27696) 1981 EG40               | 1981 EG40            | 2 березня 1981   | Обсерваторія Сайдинг-Спрінг          | Ш. Дж. Бас                                             |
| (27697) 1981 EM45               | 1981 EM45            | 1 березня 1981   | Обсерваторія Сайдинг-Спрінг          | Ш. Дж. Бас                                             |
| (27698) 1981 EN47               | 1981 EN47            | 2 березня 1981   | Обсерваторія Сайдинг-Спрінг          | Ш. Дж. Бас                                             |
| (27699) 1982 JV1                | 1982 JV1             | 15 травня 1982   | Паломарська обсерваторія             | Паломарська обсерваторія                               |
| (27700) 1982 SW3                | 1982 SW3             | 28 вересня 1982  | Паломарська обсерваторія             | Джеймс Ґібсон                                          |

| ← Астероїди 20001—30000 → |             |             |             |             |             |             |             |             |             |
| 20001—20100               | 21001—21100 | 22001—22100 | 23001—23100 | 24001—24100 | 25001—25100 | 26001—26100 | 27001—27100 | 28001—28100 | 29001—29100 |
| 20101—20200               | 21101—21200 | 22101—22200 | 23101—23200 | 24101—24200 | 25101—25200 | 26101—26200 | 27101—27200 | 28101—28200 | 29101—29200 |
| 20201—20300               | 21201—21300 | 22201—22300 | 23201—23300 | 24201—24300 | 25201—25300 | 26201—26300 | 27201—27300 | 28201—28300 | 29201—29300 |
| 20301—20400               | 21301—21400 | 22301—22400 | 23301—23400 | 24301—24400 | 25301—25400 | 26301—26400 | 27301—27400 | 28301—28400 | 29301—29400 |
| 20401—20500               | 21401—21500 | 22401—22500 | 23401—23500 | 24401—24500 | 25401—25500 | 26401—26500 | 27401—27500 | 28401—28500 | 29401—29500 |
| 20501—20600               | 21501—21600 | 22501—22600 | 23501—23600 | 24501—24600 | 25501—25600 | 26501—26600 | 27501—27600 | 28501—28600 | 29501—29600 |
| 20601—20700               | 21601—21700 | 22601—22700 | 23601—23700 | 24601—24700 | 25601—25700 | 26601—26700 | 27601—27700 | 28601—28700 | 29601—29700 |
| 20701—20800               | 21701—21800 | 22701—22800 | 23701—23800 | 24701—24800 | 25701—25800 | 26701—26800 | 27701—27800 | 28701—28800 | 29701—29800 |
| 20801—20900               | 21801—21900 | 22801—22900 | 23801—23900 | 24801—24900 | 25801—25900 | 26801—26900 | 27801—27900 | 28801—28900 | 29801—29900 |
| 20901—21000               | 21901—22000 | 22901—23000 | 23901—24000 | 24901—25000 | 25901—26000 | 26901—27000 | 27901—28000 | 28901—29000 | 29901—30000 |